# تعبد بوذي

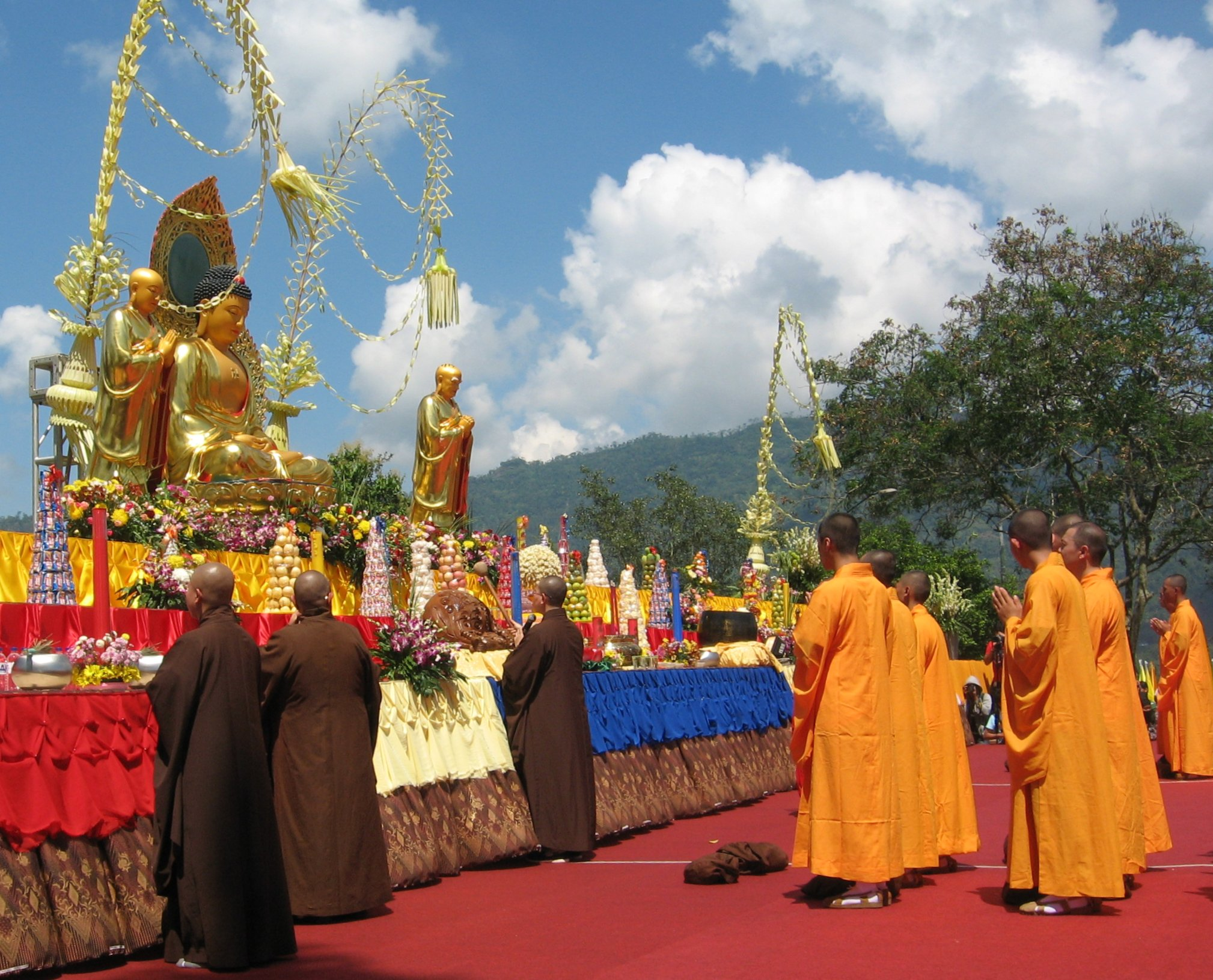
مهرجان فيساك في بوروبودور.

يشير التَعبُّد، وهي ممارسة أساسية في البوذية، إلى الالتزام بالاحتفالات الدينية أو إلى شيء أو شخص، ويمكن ترجمتها بمصطلحات سنسكريتية أو بلغة بالي مثل ساده أو غُرافا أو بوجا. تعتبر ممارسة بوذانوساتي، إحياء ذكرى الصفات الملهمة لبوذا، أمرًا أساسيًا في التعبّد البوذي. رغم كون البوذانوساتي جانبًا مهمًا من ممارسة الطقوس منذ الفترة المبكرة للبوذية، إلا أن أهميتها تضخّمت مع ظهور بوذية الماهيانا. على وجه التحديد، مع بوذية الأرض الطاهرة، طُوّرت العديد من أشكال التعبّد بهدف إحياء والتواصل مع الآلهة السماوية، وخاصة آميتهابا.
يستخدم معظم البوذيين طقوسًا لتحقيق تطلعاتهم الروحية. تشمل الممارسات التعبدية الشائعة تلقي البركة وصنع الاستحقاق والتعهّد والسجود وتقديم القرابين وترتيل النصوص التقليدية والحج. علاوة على ذلك، تُستخدم العديد من وسائل التصوير وإحياء الذكرى والترتيل في التأمل البوذي في تقاليد مختلفة لتكريس النفس لبوذا أو مدرّس. غالبًا ما يكون جانب ممارسة التضحية بالنفس ذو دوافع سياسية أقل شيوعًا من التعبّد في بعض المجتمعات البوذية.
يمكن تنفيذ ممارسات التعبّد البوذية في المنزل أو في المعبد، حيث توجد صور البوذا والبوداسف والتلامذة المستنيرين. يُمارس التعبّد البوذيّ بشكل مكثف في أيام تأمل آبوساتا وفي المهرجانات السنوية، والتي تختلف باختلاف المنطقة والتقاليد.

## التاريخ

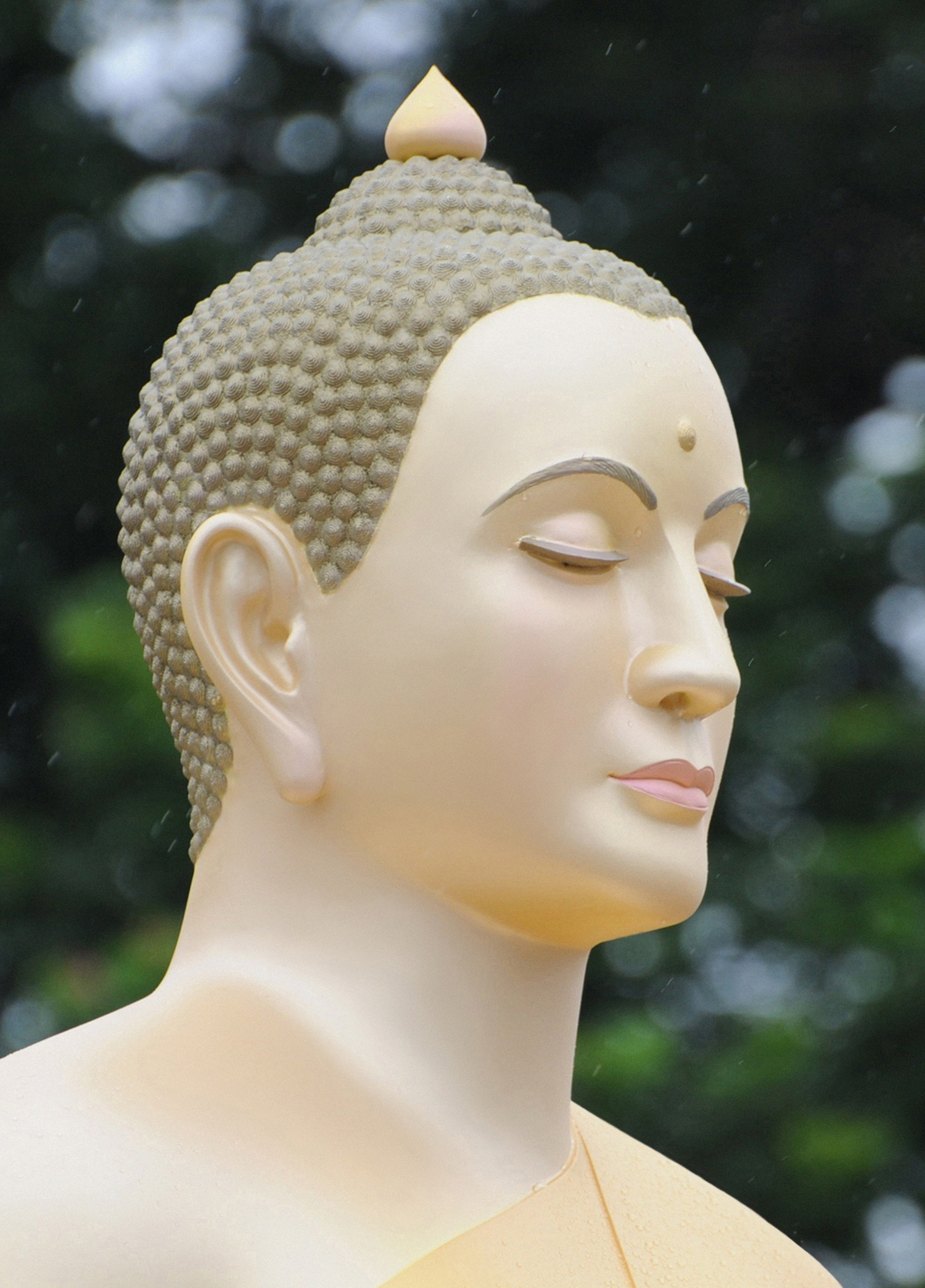
بوذا

في البوذية المبكرة، من الممارسات الشائعة تذكّر صفات بوذا، والمعروفة باسم بوذانوساتي. في فترة نشأة بوذية الماهيانا، كان هناك شعور متزايد بالفقدان في المجتمعات البوذية في ما يتعلق بوفاة بوذا، ورغبة متزايدة لمقابلته مرة أخرى. أدت هذه التطورات إلى ظهور أشكال دينية من البوذية مثل بوذية الأرض الطاهرة، إذ تنطوي ممارسة بوذانوساتي على البوذية السماوية مثل أميتابها بوذا. أصبحت ممارسات التعبّد شائعة، إذ طُوّرت تقنيات جديدة لتذكر صفات وعظمة البوذية السماوية، مثل التصور والترانيم.
في التعبّد البوذي، الركائز الكريمة الثلاثية، أي بوذا، تعاليمه (الدارما) (بالسنسكريتية: Dharma، بلغة بالي: Dhamma)، ومجتمعه (بالسنسكريتية: Saṃgha، وبلغة بالي: Saṇgha). ومع ذلك، لا يعني هذا أن الآلهة ليس لها دور في التعبّد البوذي: بل لهم دور في ذلك، ولكن يُوضعون عادةً على مستوى وبوذا في أعلى التسلسل الهرمي الروحي. في بعض المجتمعات البوذية، تأثرت حياة التعبّد بشكل كبير بولاء البوذية السابق للآلهة والأرواح.
في العصر الحديث، تغير الولاء البوذي في نواح كثيرة. لم يعد بالإمكان الحفاظ على أيام الاحتفال التقليدية بالطريقة نفسها بسبب إدخال أسبوع العمل ذي السبع أيام، واختُصرت الترانيم والممارسات الأخرى أو أصبحت متحدة للتكيف مع المجتمع الحديث. سُوّقت البضائع المقدّمة للتعبّد. ومع ذلك، بقيت ممارسات التعبّد موجودة وتُطوّر. اليوم، يستخدم معظم البوذيين الطقوس سعيًا لتحقيق تطلعاتهم الروحية.

## الأماكن

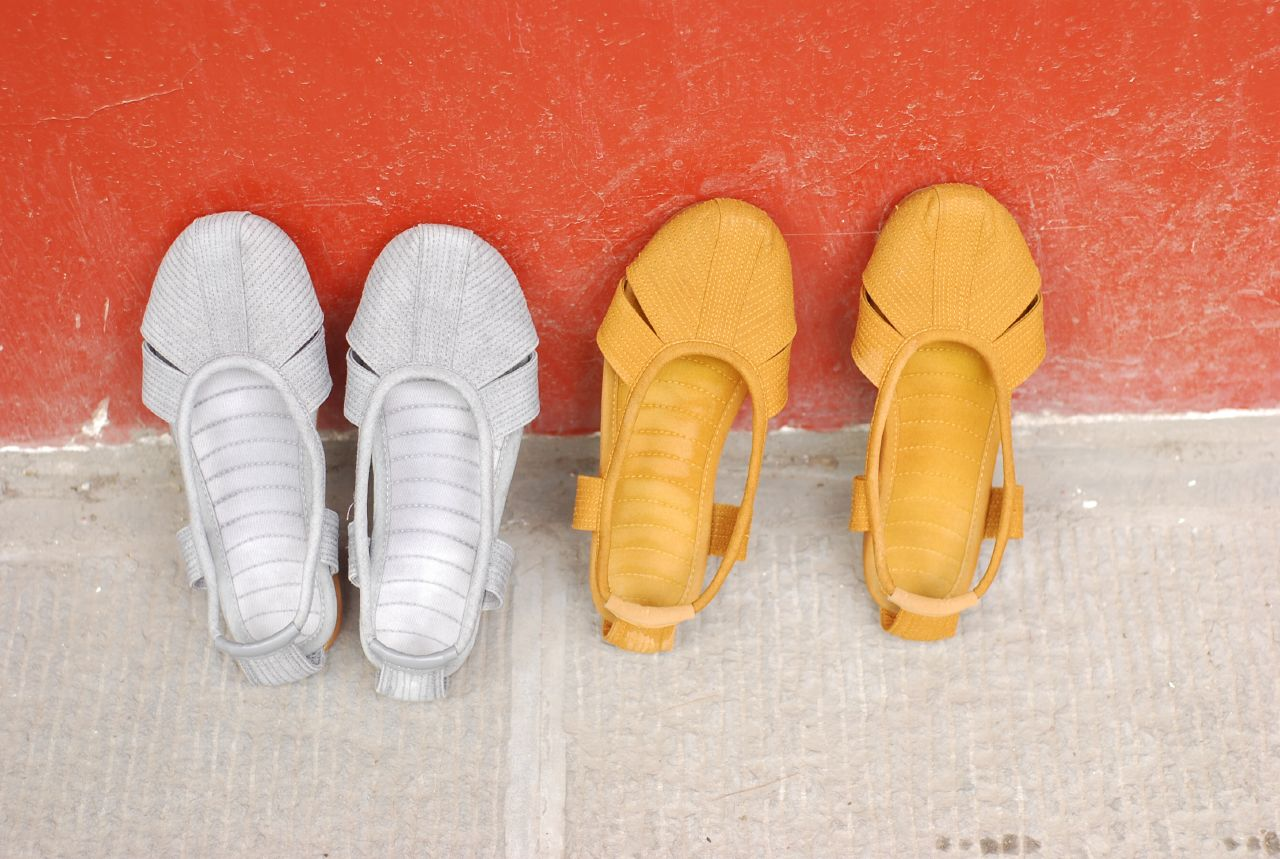
من الشائع في المعابد خلع النعال قبل الدخول إليها أو تغييرها.

رغم إمكانية إجراء جميع طقوس التعبّد تقريبًا في المنزل، من المعتاد الاجتماع في المعبد المحلي في المهرجانات وأيام الاحتفال. غالبًا ما تحتوي المعابد البوذية على صالات نوم للرهبان، إذ يتأملون ويدرسون هناك، ويقودون ممارسات التعبّد في المعبد. عادةً ما تحتوي معابد التيرافادا والزٍن والتشان البوذية على صورة واحدة فقط لغوتاما بوذا في الغرفة الرئيسية، وربما تُدمج مع صور تلميذيه المقربين ساريبوتا ومودغالايانا. في معابد الماهيانا البوذية، يمكن العثور على مزيد من التنوع، بما في ذلك مختلف البوذيين السماويين وبوديساتفاس وأحيانًا سلسلة من تلاميذ آرهانت (التلاميذ الذين حققوا التنوير الشخصي).. عادة ما يحتوي المعبد البوذي على غرفة للاجتماعات أو التأمل أو الوعظ، ويمكن أن يحتوي على ستوبا مع آثار مقدسة أو نصوص بوذية، أو شجرة بودي. يُسمى هذا النوع من الغرف في المعبد ببوذاڤاسا، أو «مكان سكن بوذا»، بينما تسمى مساكن الرهبان بسانغاڤاسا، أو «مكان سكن سانغا». في المعابد الصينية واليابانية والكورية، غالبًا ما تكون الغرفة مع ستوباس والآثار المقدسة في قاعة منفصلة عن قاعة التدريس، وعادة ما تكون هناك قاعة منفصلة مع صور بوذا أيضًا. لكن في معابد ماهايانا الحديثة في الغرب، غالبًا ما يُبسّط هيكل المعبد. وأخيرًا، في معابد الڤاجرايانا، يمكن العثور على لوحات تعبّد مبدعة تسمى ثانكاس، وكذلك الماندالا، التي تصوّر علم فاجرايانا الكوني.
يمكن التبرع بصور ستوباس وبوذا من قبل داعم واحد، أو من قبل مجموعة من المصلّين، مشجَّعين بدوافع الاستحقاق. في معظم التقاليد البوذية، تعتبر صور بوذا أكثر من مجرد تمثيلات، ولكنها في الواقع مشبعة بقوة روحية مرتبطة بالملاذات الثلاث وإيمان المصلّي، مثلما ينعكس ذلك في مراسم التكريس والقصص الأسطورية. وبالمثل، تُحترم أيضًا الآثار المقدسة على نطاق واسع، لأنها تعتبر تجسيدًا لبوذا. يعتقد بعض المثقفين أنه اختراع بوذي، وتكريس الآثار يجلب البوذية من عصر بعيد ويقرّبها من المنزل. يعتقد بعض البوذيين أيضًا أن الآثار لها قدرات خارقة، مثل القدرة على إعادة إنتاج نفسها. المعابد ذات الآثار المقدسة المعروفة مثل معبد السن في سريلانكا يعبدها الآلاف من الأشخاص يوميًا، وغالبًا ما تزوّد الآثار المعروفة الدين والمنطقة بهوية ثقافية. ومع ذلك، لا تُكرّم ستوباس التي تحتوي على الآثار فقط لاحتوائها عليها؛ يرى بعض البوذيين أنهم يرمزون أيضًا إلى حالة التنوير.
يمكن بناء المعابد البوذية في مكان يعتبر مقدسًا وفقًا لمبادئ الجغرافيا المقدسة للبلاد أو الجيومانسي أو بسبب طريق الحج.
من الشائع في المعابد البوذية خلع الأحذية أو تغييرها. في العصور القديمة، كانت الأحذية رمزًا للمكانة، وبالتالي كان خلعها تعبيرًا عن التواضع. ربما تم ذلك أيضًا للحفاظ على نظافة المعبد. العرف الآخر هو وضع صورة بوذا في أعلى مكان في الغرفة، وسيُمنع المصلين رفع رؤوسهم أعلى من الصورة أو توجيه أقدامهم إلى الصورة.

## المهرجانات وأيام الاحتفال
جميع التقاليد البوذية لها مهرجانات يُمارس فيها التعبّد. العديد منها بوذية في الأصل، وبعضها الآخر استجابة للتقاليد الثقافية ما قبل البوذية ودورة السنة الزراعية وبعض الآلهة الوطنية أو الأحداث الهامة في التاريخ المحلي. في العديد من بلدان ثيرافادا، يُحتفل بالعام الجديد التقليدي في منتصف العام، إذ يُحتفل ببعض العادات البوذية. وهذا يشمل احتفالات للتأمل في الأفعال السيئة واعتزام فعل الخير، والإفراج عن الحيوانات. المهرجانات المهمة الأخرى هي ڤيساك وآسالها بوجا ويوم باڤارانا وكاثينا. يُحتفل بيوم ڤيساك يوم الميلاد، والتنوير، والتنوير النهائي (بعد الموت) لبوذا غوتاما. في بعض البلدان، يُحتفل بهذه الأحداث الثلاثة في أيام منفصلة.
في بلدان شرق آسيا، يُحتفل أيضًا بالعديد من هذه المهرجانات، ولكن تُقام أيضًا المهرجانات الأخرى ذات الأصول ما قبل البوذية، جنبًا إلى جنب مع العناصر البوذية. مثال على ذلك مهرجان الأشباح، الذي يُذكر أن مودغاليانا ستافيرا كرّس كارما جيدة لوالدته المتوفاة، امتنانًا لها. كان هذا المهرجان استجابة للمثل الكونفوشيوسية للتقوى البنيوية. تكرّم بعض المهرجانات البوذية نصًا دارما معينًا. على سبيل المثال، مهرجان ثيت ماهاتشات التايلاندي مخصص لتلاوة ڤيسنتارا جاتاكا، قصة عن الملكية وصنع الاستحقاق.
بصرف النظر عن المهرجانات، في البوذية التيرافادية، هناك أيضًا أيام احتفال أو آبوساتا (بلغة بالي: uposatha) بعد التقويم القمري الهندي القديم. تُلاحظ أيام الأبوساتا من قبل المصلين الأكثر تشددًا، الذين سيذهبون إلى معبدهم المحلي لتقديم الطعام، ويأخذون على عاتقهم المبادئ الخمسة أو الثمانية، ويستمعون إلى التعاليم ويتأملون. في تقاليد أخرى، هناك أيضًا احتفالات شهرية أو نصف شهرية أو أسبوعية أو يومية. علاوة على ذلك، فإن تراجع الأمطار الرهبانية (ڤاسا) هو بالنسبة للعديد من المكرّسين وقتًا للتركيز أكثر على الترنيم والتأمل.

## وصلات خارجية
- وثائقي من هيئة الإذاعة البريطانية حول طبيعة التفاني البوذي في المناطق البوذية التقليدية مع تعقليات من اختصاصيين (بالإنجليزية)